# Giunta Pisano

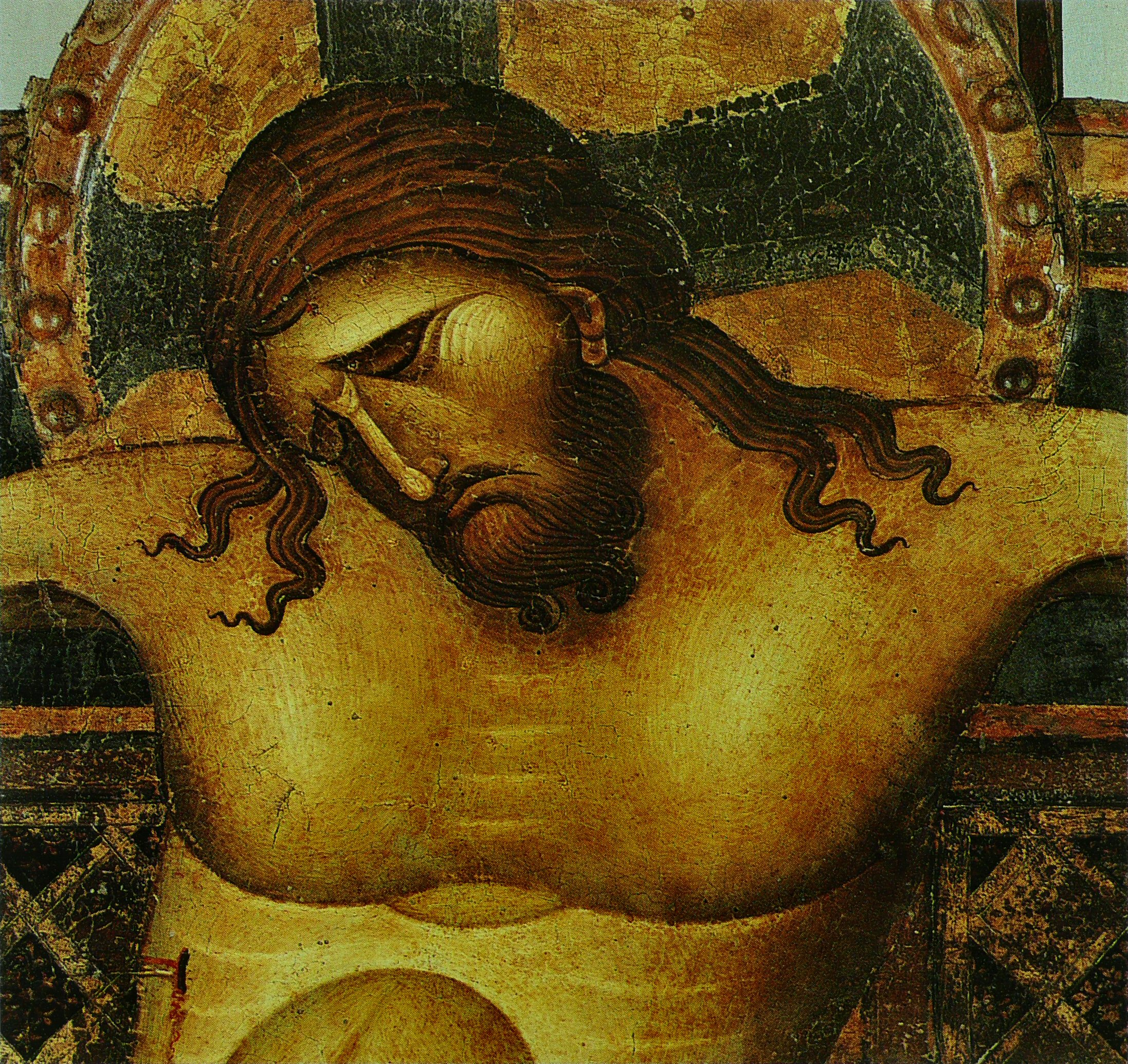
Crocifisso di San Domenico, particolare, Bologna

Giunta Pisano, soprannome di Giunta di Capitino (1190-1200 circa – 1260 circa), è stato un pittore italiano, considerato il maggiore innovatore della pittura italiana nel secondo quarto del XIII secolo, prima di Cimabue. Le poche notizie sulla sua vita coprono un periodo che va dal 1229 al 1254.

## Biografia
Le notizie biografiche riguardanti Giunta Pisano sono scarse. Il 4 maggio del 1239 un atto notarile romano cita il figlio del pittore, di nome Leopardo, come testimone: per comparire in un tale atto il figlio doveva aver compiuto almeno 25 anni, per cui si stima che sia nato verso il 1210-1215. Da questa stima si ricava che la data di nascita del padre Giunta potrebbe oscillare a circa vent'anni prima, entro il 1190 e il 1200 circa. Dalla firma del pittore su un suo crocifisso ((Iu)nta Pisanus (Cap)itini me f(ecit)) si evince che il padre sia stato un certo Capitino. Il Rosini nel suo saggio Storia della pittura italiana esposta coi monumenti (1838), azzarda questa ipotesi sulla sua origine:
(p.106)
Un altro documento romano del 1239, datato al 26 maggio, registra in città un suo garzone (di "Magistri Juncte"). Grazie a questi due documenti si è ipotizzato che l'artista sia stato a Roma in quel periodo.
Nel 1241 e nel 1254 il pittore è documentato invece a Pisa. In una trascrizione trecentesca di un documento pisano del 28 gennaio 1241 il nome del pittore appare in un atto di compravendita come proprietario di un terreno a Calci, presso Pisa. In un'altra trascrizione trecentesca di un documento pisano del 28 agosto 1254, il nome di Giunta Pisano risulta in una lista di nobili che presta giuramento di fedeltà all'arcivescovo della città, Federico Visconti.
Per quanto riguarda le testimonianze artistiche, di lui si conoscono quattro croci sagomate e dipinte, tutte firmate, di cui una perduta. Nel primo crocifisso di Assisi, il Crocifisso di Santa Maria degli Angeli, troviamo la firma "(Iu)nta Pisanus (Cap)itini me f(ecit)"; del perduto Crocifisso di Frate Elia, il secondo di Assisi, ci è stata tramandata l'iscrizione "Frater Elias fieri me fecit / Iesu Christe pie / miserere precantis Elias / Iuncta Pisanus me pinxit A.D. MCCXXXVI ind. 9"; il terzo Crocifisso di San Ranierino di Pisa reca la firma frammentaria "Iu(ncta) Pisanus me fecit"; infine il quarto Crocifisso di San Domenico a Bologna reca l'iscrizione "Cuius docta manus me pinxit Iunta Pisanus".
Il nome di Giunta compare qualche altra volta tra documenti e firme di opere, ma è probabile che si tratti di omonimi e non di Giunta Pisano.
Non si hanno notizie dopo il succitato documento del 1254. Quell'anno Giunta aveva tra i 55 e i 65 anni, per cui è probabile che il pittore sia morto pochi anni dopo.

## Opere

### La perduta croce di Assisi

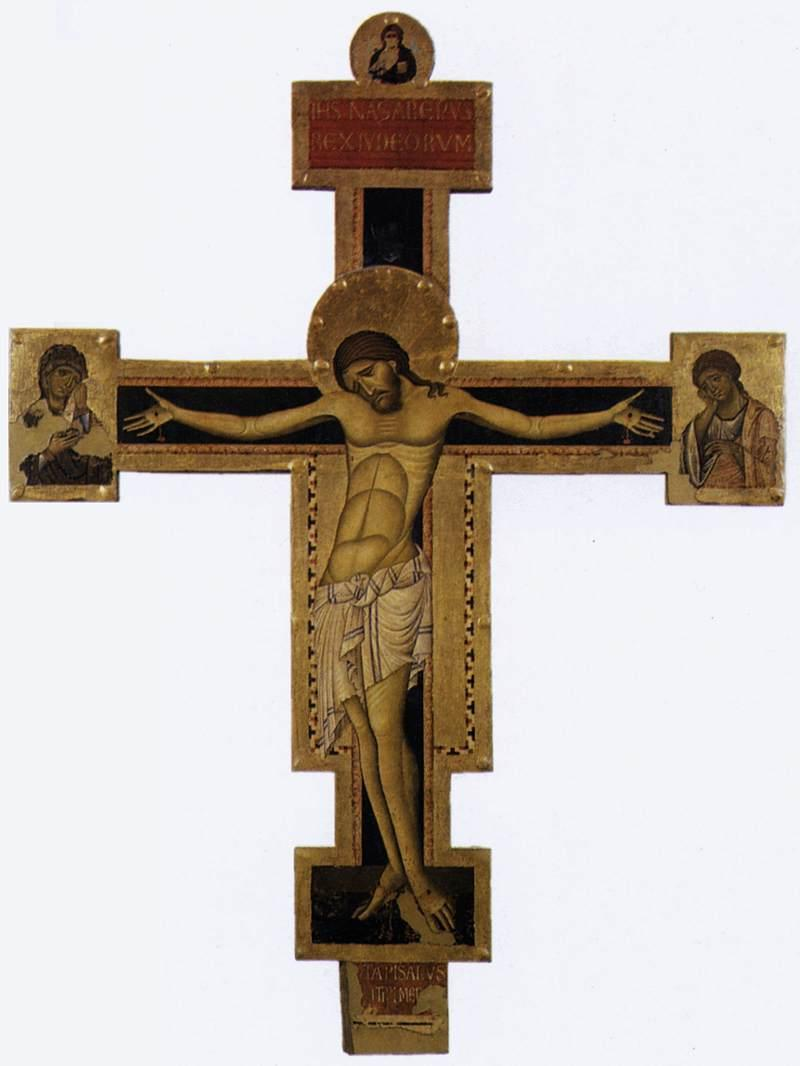
Crocifisso di Santa Maria degli Angeli, Assisi

La sua opera più importante e probabilmente anche la più antica è ora distrutta ma la conosciamo grazie una copia del XVIII secolo: si trattava di un Crocifisso su tavola lignea sagomata e dipinta a oro e tempera commissionato dal ministro generale dei francescani nel 1236 per il loro centro, la Basilica di San Francesco di Assisi, che recava la seguente iscrizione: "Frater Elias fieri fecit - Jesu Christe pie - miserere precantis Helie - Juncta Pisanus me pinxit A.D. MCCXXXVI Indictione nona". In questa opera Giunta aveva ripreso il tema del Christus patiens, introdotto dai bizantini nel XII secolo ed esportato in Italia all'inizio del XIII secolo come testimoniato dal Crocifisso n. 20 risalente al 1210 circa e realizzato da un artista bizantino operante a Pisa. Giunta Pisano fu il primo pittore italiano a usare questa iconografia: opposta al Christus triumphans, prevedeva una patetica e commovente raffigurazione del Cristo morto sulla croce, con il capo reclinato in una smorfia di dolore e il corpo inarcato a sinistra. Vi figurava anche il ritratto del committente, frate Elia, generale dell'ordine francescano.

### La seconda croce di Assisi
Nello stesso arco di tempo, tra il 1230 e il 1240 circa, Giunta realizzò la sua seconda croce assisiate per la basilica della Porziuncola, conservato ora presso il museo della basilica di Santa Maria degli Angeli. In questa croce firmata dall'artista, caratterizzata ancora dal tema del Christus patiens, il corpo di Cristo appare magro e solo leggermente inarcato a sinistra in confronto alle croci successive.

### Il crocifisso di san Ranierino

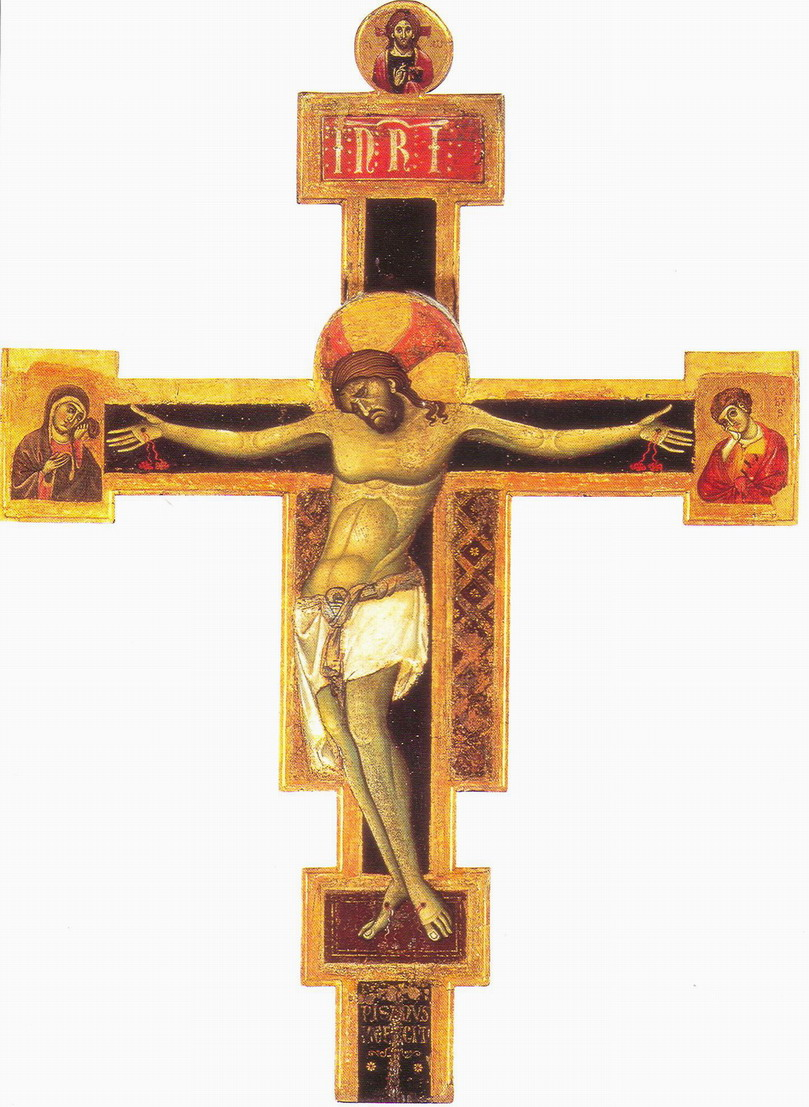
Crocifisso di San Ranierino, Pisa

La terza croce firmata dall'artista di cui si ha notizia è il Crocifisso di San Ranierino esposto nel museo nazionale di San Matteo a Pisa. Per questioni stilistiche la croce è collocabile al 1240-1250 circa. In questo crocifisso il corpo di Cristo appare più inarcato e il suo peso lo fa sprofondare maggiormente in basso, trascinato dal suo stesso peso. La figura è più possente rispetto al crocifisso di Assisi e i chiaroscuri appaiono più elaborati, creando muscoli più vigorosi e una volumetria maggiore.

### Il crocifisso di San Domenico a Bologna

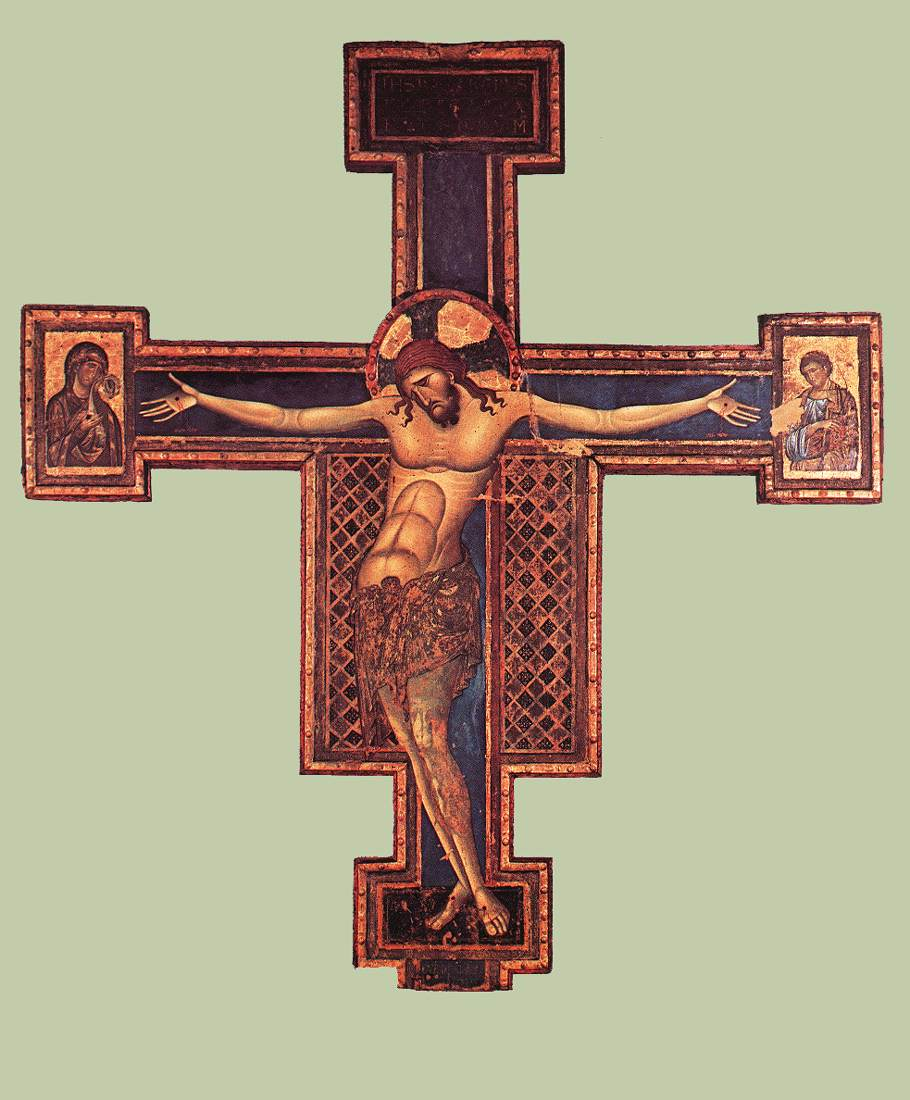
Crocifisso di San Domenico, Bologna

La quarta croce firmata dall'artista è il Crocifisso di San Domenico che si trova nell'omonima basilica a Bologna. La collocazione temporale dell'opera è oggetto di dibattito tra gli studiosi e spazia l'intero arco di tempo in cui operò l'artista, ma le analisi più attente e recenti di Enzo Carli e Luciano Bellosi collocano l'opera entro la fase tarda dell'artista, tra il 1250 e il 1254 circa. L'evoluzione stilistica osservata dal crocifisso di Santa Maria degli Angeli al crocifisso di San Ranierino compie qui un ulteriore passo avanti. Il corpo di Cristo appare più inarcato e grave. I chiaroscuri appaiono più elaborati, grazie ad un pittoricismo basato sull'uso di molteplici linee sottili create con la punta del pennello che fanno apparire l'opera come un'armatura bronzea scomponibile le cui componenti sono volumetriche e dotate di modulazioni chiaroscurali mai viste prima. Ciò crea l'effetto di una lamina a sbalzo su una superficie piana creando una volumetria solo parzialmente raggiunta prima. Non sarà un caso se Cimabue prima e Giotto successivamente considereranno quest'opera il punto di partenza per le loro ulteriori elaborazioni stilistiche.

### Le altre croci non firmate
Altre due croci non firmate sono attribuite a Giunta Pisano, non senza incertezze da parte di alcuni critici. Si tratta di due croci processionali dipinte sui due lati (recto e verso) e conservate entrambi nel museo nazionale di San Matteo a Pisa. Si tratta del crocifisso del Duomo di Pisa e del Crocifisso di San Benedetto, risalenti rispettivamente ad una fase precoce e tarda dell'artista. Molto più dubbia appare infine l'attribuzione a Giunta della croce dipinta della Fondazione Cini di Venezia.

### I dossali francescani
Ben tre dossali raffiguranti Francesco e storie della sua leggenda, in particolare i miracoli taumaturgici operati dal Santo, sono stati da vari studiosi attribuiti a Giunta, anche se nessuna di queste attribuzioni può dirsi sicura. Questi dossali si trovano rispettivamente nel museo nazionale di San Matteo a Pisa, nel Museo del Tesoro della basilica di San Francesco ad Assisi e nella Pinacoteca Vaticana.

## Importanza e valutazioni stilistiche
Rispetto ai precedenti maestri toscani quali Berlinghiero Berlinghieri, Giunta fu capace di rendere in maniera più efficace la fisicità del corpo divino usando ombre più sfumate che smorzano nell'anatomia lo stile duro, grafico della pittura anteriore. Inoltre sono notevoli le equilibrate proporzioni alla figura. Studi recenti comunque hanno dimostrato come l'arte italiana del periodo non era un caso isolato, anzi un certo rinnovamento si manifestava contemporaneamente anche in area bizantina: per esempio negli affreschi del monastero di Mileševa, datati 1222-1228, sono presenti volti con tratti più marcati, ombre pastose che danno volume, in contrasto con la rarefatta compattezza e levigazione della più stretta osservanza bizantina.
Pisa ebbe intensi rapporti con l'area di influenza bizantina (e direttamente con Costantinopoli) sia a causa della sua fiorente attività commerciale, sia per il ruolo giocato nelle Crociate. Questi rapporti investirono anche l'arte e la cultura tanto che in città, agli inizi del XIII secolo, erano presenti artisti bizantini, come documentato da importanti lasciti scultorei e pittorici ancora ammirabili in città. Il grande crocifisso dipinto da un maestro bizantino fu probabilmente fonte di ispirazione per Giunta.
La sua pittura fu poi sicuramente influenzata anche dal rinnovamento religioso promosso dai francescani, come si può vedere dal tentativo di umanizzare il sacro e di coinvolgere emotivamente l'osservatore in un clima di umile e fervente religiosità. A tal riguardo esemplare è l'utilizzo dell'iconografia del Christus patiens in luogo del precedente Christus triumphans, che oltretutto si inarca e sprofonda sotto il peso del suo corpo.
Senza abbandonare lo stile bizantino, egli ne tese le potenzialità espressive fino al limite (si veda a tal riguardo il Crocifisso di San Domenico), aprendo la strada che avrebbe permesso a Cimabue - il cui debito nei confronti di Giunta (e di altri artisti pisani come Ugolino di Tedice) è stato evidenziato da Luciano Bellosi - e a Giotto di rifondare la pittura in uno stile pienamente "italiano".

## Opere documentate
- Crocifisso di Frate Elia, 1236, perduto

I critici hanno proposto diverse cronologie delle croci di Giunta Pisano (in ordine dal più antico al più tardo).
- Cesare Brandi:

1. Crocifisso di Santa Maria degli Angeli ad Assisi
2. Crocifisso di San Ranierino del Museo nazionale di Pisa
3. Crocifisso di San Domenico a Bologna (1254)

- Miklós Boskovits:

1. Croce di Santa Maria degli Angeli
2. Crocifisso di San Domenico
3. Crocifisso di San Ranierino (quinto decennio del XIII secolo)

- Angelo Tartuferi:

1. Crocifisso di San Domenico (eseguita entro gli anni trenta del XIII secolo)
2. Crocifisso di Santa Maria degli Angeli ad Assisi (prima della metà del terzo decennio del XIII secolo)
3. Crocifisso di San Ranierino (quinto decennio del XIII secolo)

- Luciano Bellosi:

1. Crocifisso di Santa Maria degli Angeli ad Assisi
2. Crocifisso di San Ranierino (quinto decennio del XIII secolo)
3. Crocifisso di San Domenico (sesto decennio del XIII secolo)

## Opere attribuite

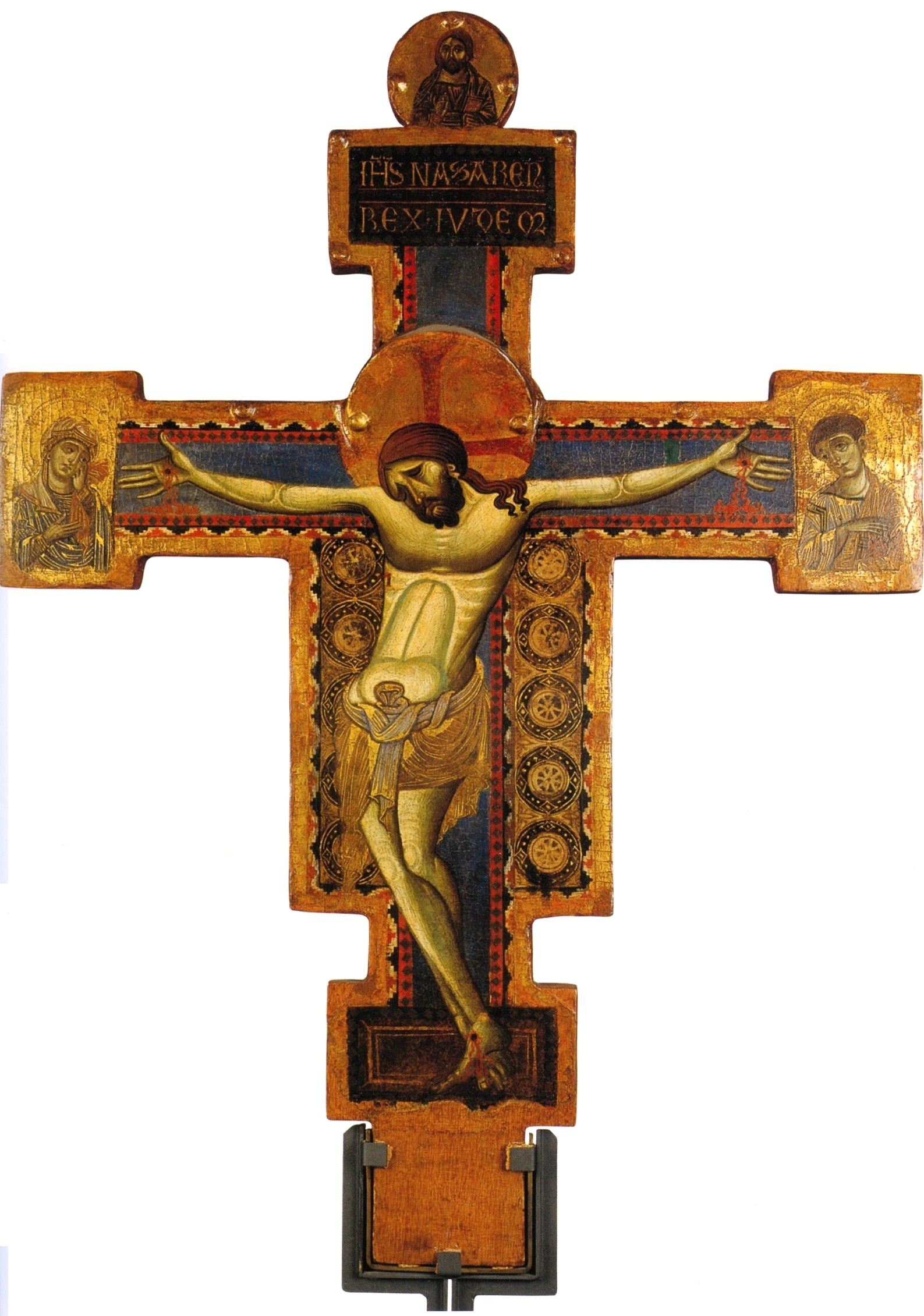
Il Crocifisso di San Benedetto

- Dossale di San Francesco e sei miracoli, Pisa, Museo nazionale di San Matteo
- Dossale con San Francesco e storie agiografiche, Assisi, Tesoro del Sacro Convento
- San Francesco e quattro miracoli post-mortem, Roma, Pinacoteca Vaticana
- Croce processionale del Duomo di Pisa, Pisa, Museo nazionale di San Matteo
- Crocifisso di San Benedetto, Pisa, Museo nazionale di San Matteo (da San Benedetto, Pisa)
- Cristo in croce fra la Vergine e san Giovanni Evangelista, affresco, Bologna, cripta dell'ex chiesa di San Colombano
- Croce dipinta, Venezia, Fondazione Giorgio Cini
- Dittico con la Madonna in trono col Bambino su una valva e Crocifissione coi dolenti sull'altra, 'Art Institute di Chicago

## Opera della scuola
- All'ambito giuntesco viene anche attribuita la Madonna col Bambino conservata a Forlì, nella Pinacoteca civica